# 平行定規

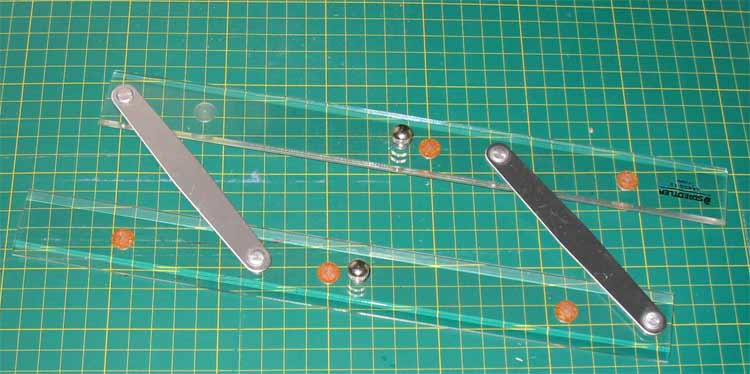
アルミニウムのアームで支持されたプラスチック製の平行定規。

平行定規（へいこうじょうぎ）は航海士が海図に平行線を引く際に使う製図用具である。この道具は、2つの直線定規が２つのアームで連結されており、常に相互に平行を保ちながら、近づけたり離したりできるようになっている。

## 歴史
平行定規は1584年頃にイタリアの数学者 ファブリツィオ・モルデンテ によって発明されたが、一般的に使われるようになったのは18世紀になってからである。

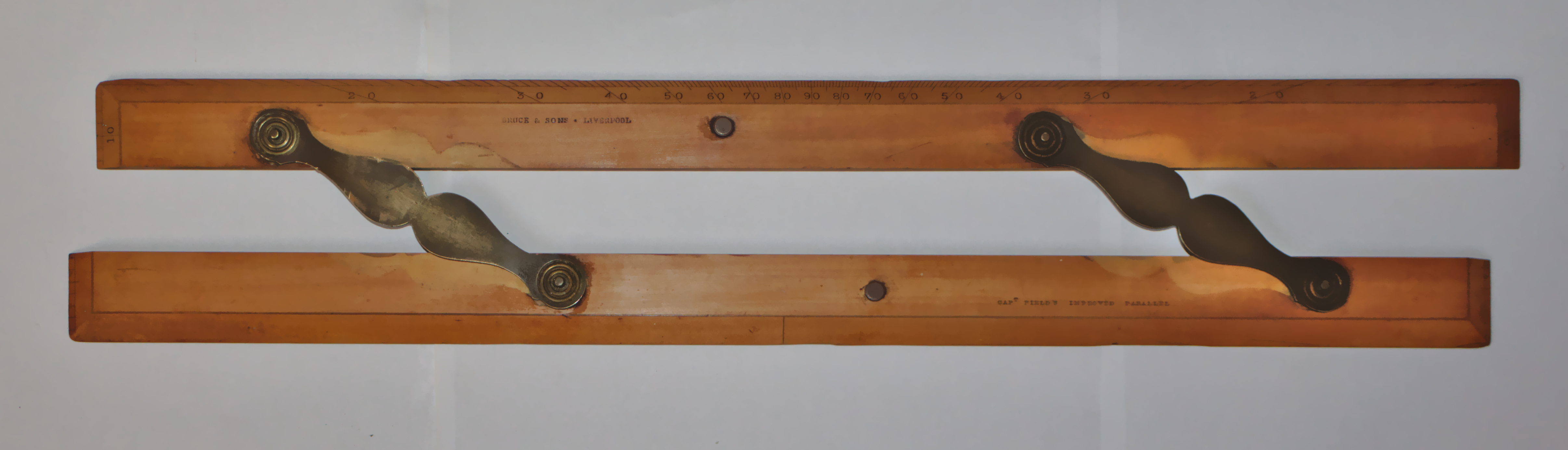
キャプテン·フィールドが改良した平行定規

19世紀になると、船長のウィリアム·アンドリュー·フィールド（Captain William Andrew Field, 1796 - 1871）が改良を加え、一対の定規の上端に分度器のような角度を刻んだ目盛りを記し、反対側のもう一方の定規には方位を示す目盛りを付け加えることで、海図から現在地などの情報を読み取ることを容易にした。 
素材としてツゲ、象牙あるいは黒檀を使った定規を真鍮製の蝶番で留めたものがよく使われていた。定規は大抵2つの蝶番で連結されていたが、長い定規では蝶番が３つ使われることもあった。また、蝶番がはさみのように交差するタイプもあった。その他には平行にスライドしやすいように、定規にローラーが仕込まれたものもあった。